# 竹中俊子
竹中 俊子（たけなか としこ、1958年 - ）は、ワシントン大学(UW)ロースクール教授・比較法学博士(Ph.D.)。ニューヨーク州弁護士。慶應義塾大学大学院法務研究科教授。早稲田大学大学院法務研究科客員教授、大阪工業大学知的財産専門職大学院客員教授。

## 経歴
- 1977年 - 成蹊高等学校卒業
- 1981年 - 成蹊大学法学部法律学科卒業（紋谷暢男ゼミ出身）。
- 1981年 - 日本テキサス・インスツルメンツ 特許部勤務（ - 1986年）。
- 1986年 - 弁理士試験に合格し、法律事務所勤務。
- 1990年 - ワシントン大学LL.M.取得。
- 1992年 - ワシントン大学Ph.D.（比較法学博士号）取得。ニューヨーク州弁護士試験合格。
- 1993年 - ワシントン大学ロースクール准教授で知的財産権の講義を担当。
- 1997年 - マックス・プランク研究所、連邦巡回控訴裁判所の客員研究員を経て、ワシントン大学ロースクール先端知的所有権研究センター所長に就任。
- 1999年 - 知的財産研究所招へい研究員
- 2003年 - 米国ワシントン大学ロースクール正教授に就任。
- 2004年 - ワシントンリサーチフォンデーション/Wハンター・シンプソンテクノロジーロープロフェッサーに就任。
- 2004年 - 早稲田大学大学院法務研究科客員教授、大阪工業大学知的財産専門職大学院客員教授に就任。[2]
- 2017年 - 慶應義塾大学大学院法務研究科教授兼務[3]。